# Alois Indra
Alois Indra, a veces también escrito Alojz Indra (Medzev, 17 de marzo de 1921-Praga, 2 de agosto de 1990) fue un político checoslovaco miembro del Partido Comunista de Checoslovaquia (KSČ), ministro de Gobierno de la República Socialista Checoslovaca, miembro de la Asamblea Nacional de la República Socialista Checoslovaca, el Consejo Nacional Checo y la Cámara del Pueblo de la Asamblea Federal de Checoslovaquia. Fue uno de los autores de la llamada carta de invitación y de los representantes del período de normalización.

## Biografía
Indra era un funcionario ferroviario. Se unió al Partido Comunista en 1937. Su primer puesto posterior a la Segunda Guerra Mundial fue a Zlín, donde primero trabajó como secretario del Comité Nacional Regional, luego de graduarse del Comité Central del KSČ continuó en la secretaría regional local del Partido Comunista, la ciudad ya se llamaba Gottwaldov. Allí, en 1956, se convirtió en secretario regional del Partido Comunista. En 1960 se trasladó a Praga, donde se convirtió en jefe del departamento de planificación del Comité Central del Partido Comunista de Checoslovaquia.
Ya en la década de 1960, también ocupó cargos gubernamentales. En 1962, se convirtió en presidente de la Comisión de Planificación Estatal (que entonces era un órgano importante de la administración estatal central) y, en este puesto, ocupó el cargo de ministro en el gobierno de la República Socialista Checoslovaca (el tercer gobierno de Viliam Široký). En 1963 asumió como ministro de Transporte en el gobierno de Jozef Lenárt y ocupó esta cartera hasta 1968. Luego fue trasladado del cargo de ministro al Comité Central del Partido Comunista y su carrera política culminó a fines de la década de 1960. El XI Congreso del Partido Comunista lo eligió candidato al Comité Central del partido. El XII Congreso lo eligió miembro del Comité Central del Partido Comunista. Los congresos XIII, XIV, XV, XVI y XVII lo reeligieron.
En febrero de 1968, se convirtió en el blanco de las críticas de los estudiantes y reformistas eslovacos. El motivo fue la declaración de Indra sobre la proyectada línea ferroviaria del tipo ALWEG en los Altos Tatras. Indra, como ministro de Transportes, afirmó que la construcción de esta línea no se haría realidad hasta 1970. Los estudiantes de Bratislava respondieron con manifestaciones y peticiones. El ALWEG nunca realizado en 1968 fue un símbolo de la modernización económica de Eslovaquia. A finales de mayo y junio de 1968, Indra fue nombrado presidente del Comité Central del Partido Comunista para preparar el establecimiento del Partido Comunista en las tierras checas (esta fue una de las manifestaciones del esfuerzo de reforma de la Primavera de Praga para crear un modelo simétrico de dos partidos comunistas republicanos). Pero Indra no avanzó mucho en este tema en las siguientes semanas. Zdeněk Jičínský señaló retrospectivamente las tácticas dilatorias de Indra en sus memorias. El historiador Jan Rychlík ve esto como una oposición lógica del comunista conservador a la descentralización, quizás incluso después de la tarea de Moscú.
Durante la invasión de las tropas del Pacto de Varsovia a Checoslovaquia en agosto de 1968, Indra jugó un papel infame, ya que firmó una llamada carta de invitación en la que la facción prosoviética del Partido Comunista pedía ayuda para defenderse de la contrarrevolución. Inmediatamente después del inicio de la invasión, intentó activamente sin éxito formar un gobierno colaborador y completamente inconstitucional de trabajadores y campesinos. Sin embargo, esta intención fracasó porque los opositores a la ocupación prevalecieron en el Comité Central del Partido Comunista y emitieron una opinión en apoyo de la dirección legítima del estado y el partido. El Congreso del Partido Comunista en Vysočany celebrado poco después de la ocupación en ilegalidad, no eligió a Indra para el Comité Central del partido. Después del final de las negociaciones entre los líderes checoslovacos y soviéticos, que resultaron en la firma del Protocolo de Moscú, tuvo un infarto y no regresó a Checoslovaquia hasta unas semanas después. Junto con Vasiľ Biľak, se convirtió en uno de los políticos comunistas checoslovacos más conservadores e impopulares de la época en los meses posteriores a agosto de 1968.
Sin embargo, en relación con el proceso de normalización, su influencia en la política del KSČ volvió a crecer. Sin embargo, al mismo tiempo, según el historiador Jan Rychlík, se puede observar la tendencia de Gustáv Husák a marginar a los miembros de la ultraizquierda colaboradora prosoviética. Indra ocupó el cargo de presidente de la Asamblea Federal, que era un cargo formalmente importante pero políticamente poco influyente. De abril de 1968 a diciembre de 1971 ocupó el cargo de miembro de la secretaría del Comité Central del Partido Comunista y al mismo tiempo también el de secretario del Comité Central del Partido Comunista. En el período de enero de 1970 a febrero de 1971 fue candidato a la presidencia del Comité Central del KSČ, de febrero de 1971 a noviembre de 1989 fue miembro de la presidencia del Comité Central del KSČ. Además, en 1971-1972 fue presidente de la comisión de agricultura y nutrición del Comité Central del Partido Comunista y presidente de la comisión para el trabajo con la juventud del Comité Central del Partido Comunista. En 1971, fue elegido miembro del Comité Central del Frente Nacional. En 1971 recibió la Orden de la República, en 1973 la Orden del Febrero Victorioso, en 1981 la Orden de Klement Gottwald y en el mismo año el título de Héroe del Trabajo Socialista.
Alois Indra sirvió durante mucho tiempo en las más altas legislaturas. Aunque de origen eslovaco, fue elegido en distritos de las tierras checas. En las elecciones de 1964, se convirtió en miembro de la Asamblea Nacional de la República Socialista Checoslovaca por la Región de Moravia del Sur. Después de la federalización de Checoslovaquia, se sentó en la Cámara del Pueblo de la Asamblea Federal desde enero de 1969. Al mismo tiempo, en abril de 1969 tomó el juramento de un miembro del Consejo Nacional Checo (un juramento adicional causado por una ausencia anterior, fue elegido por la República Socialista Checa desde el comienzo de su funcionamiento constitucional en enero de 1969).
En las elecciones de 1971 fue reelegido para la Cámara del Pueblo (distrito electoral n° 129 - Ostrava Este, Región de Moravia del Norte) y fue reelegido en las elecciones de 1976 (distrito electoral de Silesia Ostrava), las elecciones de 1981 (distrito electoral de Silesia Ostrava) y elecciones de 1986 (distrito de Ostrava II). Ocupó el cargo de presidente de la Asamblea Federal durante mucho tiempo. En octubre de 1988, coordinó el trabajo preparatorio de una nueva (y nunca implementada) constitución de la República Socialista Checoslovaca. Permaneció en el Parlamento Federal hasta diciembre de 1989, cuando dejó de ser miembro de la Asamblea Federal después de la Revolución de Terciopelo como parte del proceso de cooptación.
El primer comunicado emitido por el Foro Cívico después de su creación el 19 de noviembre de 1989 contenía una solicitud de salida de algunos funcionarios específicos, incluido Alois Indra. Dimitió como diputado el 29 de noviembre de 1989 (el mismo día en que la Asamblea Federal abolió el papel rector del KSČ en la entonces vigente constitución de la República Socialista Checoslovaca). Fue expulsado del Partido Comunista en febrero de 1990 y murió en agosto del mismo año.